# محاکمه قرن
محاکمۀ قرن، اصطلاحی است که برایِ پرونده‌هایِ حقوقیِ معروف به کار می‌رود. برخی از مهم‌ترین پرونده‌هایِ حقوقیِ قرنِ گذشته که توسطِ حقوق‌دانان نقل شده است، عبارت‌اند از:
- [[هری کندال تاو|محاکمۀ جنایتِ هری تاو]] (۱۹۰۶)
- محاکمۀ جنایتِ ساکو و ونزتی (۱۹۲۰ تا ۱۹۲۷)
- محاکمۀ اسکوپس (۱۹۲۵)
- پروندۀ سرپرستی گلوریا وندربیلت (۱۹۳۴)
- پروندۀ آدم‌رباییِ لیندبرگ (۱۹۳۵)
- دادگاهِ نورنبرگ (۱۹۴۵ تا ۱۹۴۶)
- محاکمه جاسوسی جولیوس و اتل روزنبرگ (۱۹۵۱)
- محاکمۀ آدولف آیشمن (۱۹۶۱)
- محاکمۀ نیکلای چائوشسکو (۱۹۸۹)
- محاکمه جفری دامر (۱۹۹۲)
- پروندۀ جنایی او. جی. سیمپسون (۱۹۹۵)
- محاکمۀ اسلوبودان میلوشویچ (۲۰۰۲ تا ۲۰۰۵)